# 瑙道普
瑙道普，是匈牙利费耶尔州所辖的一个村。总面积6.93平方公里，总人口512，人口密度73.9人/平方公里（2011年1月1日）。